# Komoditní trh
Komoditní trhy umožňují nákup a prodej komodit, i před jejich skutečnou výrobou nebo vypěstováním. V současnosti se komodity obchodují prostřednictvím komoditních burz.

## Termínovaný kontrakt
(anglicky futures contract, nebo jen futures) je smlouva, která zavazuje dodavatele k dodání předem daného množství zboží v předem dohodnutém termínu a kupce zavazuje k jejímu odběru za předem dohodnutou cenu. Termín dodání zboží (tj. komodity) je označován jako kontraktní měsíc dodání.
Počátky těchto obchodů sahají do středověku, kdy si rolníci snažili zajistit budoucí odkup své úrody. Původně se týkaly zejména zemědělských produktů, protože jejich produkce trvá zpravidla delší čas. Zajištění odkupu úrody dávalo zemědělcům jistotu příjmů a kupcům jistotu, že dostanou dané množství úrody za dohodnutou cenu. Rolníci mohli díky zaručenému odkupu najmout pomocné síly nebo si půjčit peníze, které vrátili až po sklizni. Kupci mohli naopak počítat s budoucím vypěstováním daného množství úrody i s její předem známou cenou.
Futures kontrakty jsou standardizované kontrakty, které jsou obchodovány prostřednictvím regulovaných trhů, kdy investor souhlasí s tím, že koupí nebo prodá stanovené množství určité komodity za určitou cenu k dodání v budoucnu. Peněžní prostředky zákazníka jsou vázány u brokerské společnosti, obchodující s komoditami. Komoditní broker, svěřené prostředky, které jsou potřebné pro uzavření obchodu a udržení obchodní pozice, drží oddělení od vlastních finančních prostředků brokerské firmy a nesmí je používat k jiným účelům, než pro určené investice.
Ceny termínových kontraktů (futures), mohou reagovat na mnoho faktorů, jako inflace, stávky, počasí, ekonomické prognózy a zprávy, politiku, vojenské konflikty, nové technologie. Události, které následně silně ovlivňují ceny komodit a tedy termínovaných kontraktů, jsou často nahodilé a mohou nastat kdykoliv. Je tedy velmi obtížné garantovat vysoké zisky při komoditním obchodování při dosažení nízké míry rizika. Další rizikový faktor vychází z "pákového efektu", který je obsažen v termínovaných kontraktech. Pro vytvoření obchodní pozice v daném komoditním investičním nástroji, tedy futures kontraktu postačí složení initial margin, tedy částky, která je zlomkem skutečné hodnoty daného kontraktu. Takto vytvořená páka, může i při malé změně ceny futures kontraktu u podkladové komodity na trhu způsobit velkou změnu – směrem nahoru nebo dolů – v hodnotě tohoto futures kontraktu Je tedy důležité si být vědom, že je možné, aby investor ztratil více finančních prostředků než, byla počáteční investice, pokud by na trhu za určitých okolností, nedošlo k okamžité likvidaci pozice, na rozdíl od akciových trhů, kde jsou nastaveny maximální denní obchodními limity, které po dosažení vedou k zastavení obchodování pro daný den. Stručně řečeno, povaha obchodování s futures kontrakty je taková, že investoři mohou realizovat potenciálně velké a rychlé zisky či v opačném případě mohou realizovat velké a rychlé ztráty.

## Termínové obchodování
(anglicky futures trading) je obchodování s termínovanými kontrakty. Je používáno zejména velkoodběrateli ke zmírnění budoucích výkyvů cen dané komodity (tzv. hedging). Je to současný způsob obchodování komodit. Nejvyšší likviditu mají zpravidla termínované kontrakty s nejbližším kontraktním měsícem dodání:
- FND (first notice day) je datum, kdy bude držitel futures kontraktu upozorněn na blížící se last trading day daného kontraktu.
- LTD (last trading day) poslední den, kdy lze termínovaný kontrakt prodat, jinak je jeho vlastník povinen převzít fyzickou komoditu a zaplatit dohodnutou cenu.

## Komoditní burzy
(anglicky commodity exchange) jsou burzy, kde se při obchodování používají kontrakty futures. Toto obchodování zde probíhá v obchodní hodiny, které jsou na burze dané. Obchoduje se dle pravidel stanovených burzou a regulatorních úřadů.
Na komoditní burzy a jejich regulaci, dohlížejí příslušné státní úřady. Tyto úřady nejsou ve světě jednotné. Ve Spojených státech amerických tuto funkci plní Commodity Futures Trading Commission. Komoditní burza Praha podléhá ministerstvu zemědělství ČR (je to proto, že se zde jako komodity obchodují typy dřeva).
Na burze se obchoduje zpravidla přes zprostředkovatele (anglicky broker). Některé komoditní burzy jsou uvedeny v tabulce.
| Burza                                | Stát | WWW stránky                |
| ------------------------------------ | ---- | -------------------------- |
| Chicago Mercantile Exchange (CME)    | USA  | http://www.cme.com         |
| Chicago Board of Trade (CBOT)        | USA  | http://www.cbot.com        |
| New York Mercantile Exchange (NYMEX) | USA  | http://www.nymex.com       |
| New York Board of Trade (NYBOT)      | USA  | http://www.nybot.com       |
| Eurex                                | SRN  | http://www.eurexchange.com |
| Komoditní burza Praha                | ČR   | http://www.kbp.cz          |

Komoditní burzy se zpravidla liší zejména v druzích nabízených komodit. Menší burzy se soustředí na užší nabídku vybraných komodit.